# Stéphane Allix
Pour les articles homonymes, voir Allix.
Stéphane Allix, né  le 1er août 1968 à Boulogne-Billancourt, est un journaliste, reporter de guerre, réalisateur, et écrivain français.
En 2007, il fonde l'Institut de recherche sur les expériences extraordinaires (INREES), une société, consacrée à l'édition de revues et périodiques concernant les expériences humaines inhabituelles, telles que des expériences de mort imminente.
Il est l’auteur et animateur de la série de documentaires Enquêtes extraordinaires diffusés en 2010 et 2013 sur M6.

## Biographie
Fils de Jean-Pierre Allix, professeur de géographie et artiste peintre, et de Claude Berbottino-Allix, artiste sculptrice, Stéphane Allix naît le 1er août 1968 à Boulogne-Billancourt.
Il devient reporter de guerre quand il rejoint l'Afghanistan à l'âge de 19 ans (1988), un métier qu'il exerce pendant près de 15 ans, jusqu'en 2001.
Le 6 avril 2000, il rencontre le 17e karmapa Orgyen Trinley Dorje alors âgé de 14 ans qui vient de fuir le Tibet pour rejoindre le dalaï-lama en Inde. Le karmapa évoque l'existence d'êtres intelligents ailleurs que sur la terre dans le cosmos, une réflexion qui conduira Stéphane Allix à explorer les hypothèses sur la vie extraterrestre.
En août 2000, Stéphane Allix crée l'antenne afghane de la Société des explorateurs français à Kaboul, où il commença à faire un nouvel inventaire du patrimoine archéologique afghan. Il décida de fermer cette antenne après huit mois de travail à la suite de la destruction des bouddhas de Bamiyan.
En 2001, Stéphane Allix se marie avec l'autrice et réalisatrice Natacha Calestrémé, dont il se sépare en 2023.
Stéphane Allix cesse brusquement d'être reporter de guerre à la suite de la mort de son frère, Thomas, 30 ans, lors d'un accident de voiture en Afghanistan le 12 avril 2001. Cette mort le fait s'ouvrir aux problématiques de la vie après la mort et des expériences de mort imminente (EMI) qui le conduisent à s'engager « dans un long voyage initiatique jusqu'aux confins de la planète où il rencontre médecins, chercheurs et médiums ».
Le 6 avril 2007, sept ans jour pour jour après sa première rencontre avec le karmapa, il lui rend à nouveau visite et s'entretient avec lui au monastère de Gyuto à Sidhbari où il réside.
En 2007, il cofonde l'INREES. Pour Stéphane Allix, « l’exploration  des  facettes  invisibles  de  la  conscience  humaine  est  le  prolongement logique de 15 années d’exploration géographique de notre planète et de ses habitants. ».

## Œuvres

### Publications
- La petite cuillère de Schéhérazade, sur la route de l'héroïne, préface de Larry Collins, Ramsay, collection Albert Londres & cie, 1998  (ISBN 2-84114-391-0)
- Carnets afghans, avec Natacha Calestrémé, Robert Laffont, 2002  (ISBN 2-221-09620-7)
- Afghanistan, Aux sources de la drogue, Ramsay, 2002  (ISBN 2-84114-619-7)
- Afghanistan, Visions d'un partisan, Paris, Transboréal, collection Visions, 2003  (ISBN 2-221-09620-7)
- Extraterrestres, l'enquête, Albin Michel, 2006  (ISBN 2-226-17500-8)
- Manuel clinique des expériences extraordinaires, collectif sous la direction de Paul Bernstein et Stéphane Allix, InterEditions, collection Nouvelles évidences, 2009  (ISBN 2-729-61360-9)
- La mort n'est pas une terre étrangère, Albin Michel, 2009  (ISBN 2-290-07291-5)
- Les Mystères d'Alexandre le Grand (avec Michel de Grèce), Flammarion, 2014  (ISBN 2-081-33691-X)
- Le test. Une enquête inouïe : la preuve de l’après-vie ?, Albin Michel, 2015  (ISBN 2-226-31908-5)
- Lorsque j'étais quelqu'un d'autre, Mama Éditions, 2017  (ISBN 2-845-94171-4)
- Après… Quand l'au-delà nous fait signe, Albin Michel, 2018  (ISBN 978-2-22-643144-8)
- Entre ombre et lumière, Flammarion, 2019  (ISBN 978-2-08-143341-0)
- Nos âmes oubliées, Albin Michel, 2021  (ISBN 978-2226438287)
- Un fantôme sur le divan, Albin Michel, 2022  (ISBN 978-2226444806)
- La mort n'existe pas : 15 ans d'enquête sur l'après-vie pour gagner en sérénité, Harper Collins, 2023  (ISBN 979-1033912569)
- La montagne magique, un voyage spirituel, photographies de  Mikaël Lafontan, HarperCollins, 2025  (ISBN 979-1033922148)

### Documentaires
- Tibet : L'armée des ombres, première diffusion : Résistances (2 septembre), 40 minutes, réalisé avec Michel de Castelvard et Marie Louville), 1991
- Enquêtes extraordinaires, une étude approfondie des phénomènes inexpliqués, coffret de 6 DVD, Éditions Montparnasse, 2011

### Conférence
- Conférence Stéphane Allix 2019 Existe t-il une vie après la vie ?